# Dennevy
Dennevy [dɛnvi] ist eine französische Gemeinde mit 299 Einwohnern (Stand: 1. Januar 2022) im Département Saône-et-Loire in der Région Bourgogne-Franche-Comté. Die Gemeinde gehört zum Arrondissement Chalon-sur-Saône und zum Chagny. Die Bewohner werden Denneviens und Denneviennes genannt.

## Geografie
Dennevy liegt etwa 18 Kilometer nordwestlich von Chalon-sur-Saône am Canal du Centre. Zahlreiche Weinsorten werden hier im Weinbaugebiet Bourgogne angebaut. Umgeben wird Dennevy von den Nachbargemeinden Cheilly-lès-Maranges im Norden, Saint-Gilles im Norden und Nordosten, Chamilly im Osten, Aluze im Südosten, Saint-Léger-sur-Dheune im Süden, Saint-Jean-de-Trézy und Couches im Südwesten sowie Saint-Sernin-du-Plain im Westen und Nordwesten. 

## Bevölkerungsentwicklung
| Jahr                       | 1962 | 1968 | 1975 | 1982 | 1990 | 1999 | 2006 | 2013 | 2020 |
| Einwohner                  | 337  | 362  | 320  | 309  | 282  | 293  | 322  | 311  | 304  |
| Quellen: Cassini und INSEE |      |      |      |      |      |      |      |      |      |

## Sehenswürdigkeiten

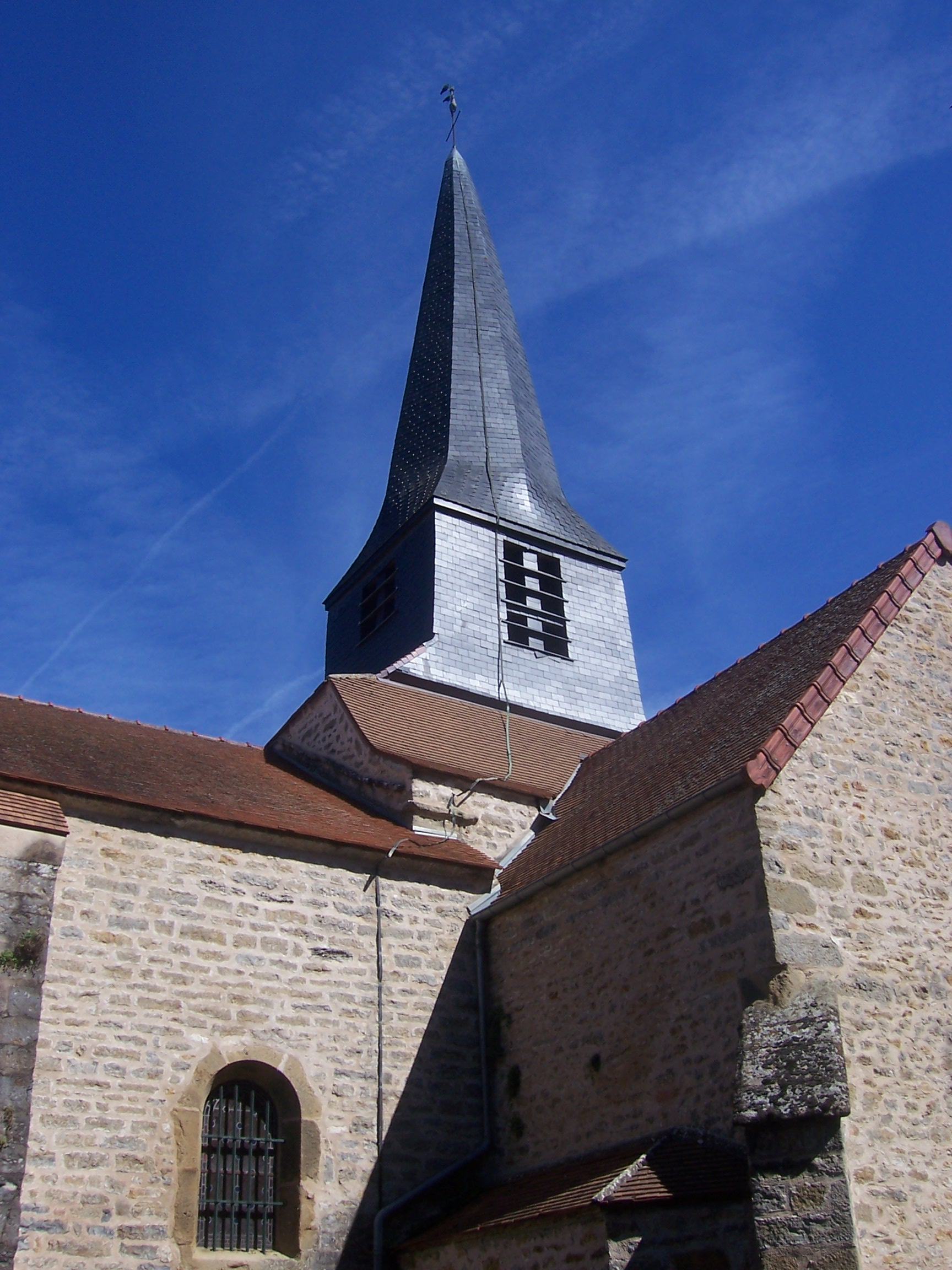
Kirche Saint-André

- Kirche Saint-André